# ブライアン・ギブソン
ブライアン・ギブソン（Brian Gibson、1944年9月22日 - 2004年1月4日）は、イギリスの映画監督、テレビドラマ監督。
イングランド・エセックスのサウスエンド＝オン＝シー出身。ケンブリッジ大学卒業。
卒業後、1960年代からBBCでドキュメンタリー番組やテレビドラマの監督をつとめ、1980年に映画監督デビューした。1991年、テレビ映画『裸の女王/ジョセフィン・ベイカー・ストーリー』で第43回プライムタイム・エミー賞監督賞（リミテッドシリーズ/テレビ映画/スペシャルドラマ部門）を受賞した。
2004年1月4日、ユーイング肉腫のため死去、59歳。

## 主な作品
- ブレイキング・グラス Breaking Glass (1980) 脚本も
- Kilroy Was Here (1983) 脚本も
- ポルターガイスト2 Poltergeist II: The Other Side (1986)
- Murderers Among Us: The Simon Wiesenthal Story (1989) テレビ映画
- ドラッグ・ウォーズ/麻薬戦争 Drug Wars: The Camarena Story (1990) テレビミニシリーズ
- 裸の女王/ジョセフィン・ベイカー・ストーリー The Josephine Baker Story (1991) テレビ映画
- TINA ティナ What's Love Got to Do with It (1993)
- 陪審員 The Juror (1996)
- スティル・クレイジー Still Crazy (1998)
- フリーダ Frida (2002) 製作総指揮